# François-Salvator de Habsbourg-Toscane
François-Salvator de Habsbourg-Lorraine, né à Altmünster le 21 août 1866, et mort à Vienne le 20 avril 1939, est un archiduc d'Autriche et prince de Toscane.
En épousant, en 1890, l'archiduchesse Marie-Valérie, François-Salvator contracte un mariage prestigieux en devenant le gendre de l'empereur François-Joseph Ier d'Autriche. Cette union est prolifique : le couple donnant naissance à dix enfants.

## Biographie

### Famille
François-Salvator est le fils cadet de l'archiduc Charles-Salvator et de Marie-Immaculée des Deux-Siciles, il est le petit-fils de l'ex-grand-duc Léopold II de Toscane et le neveu du grand-duc Ferdinand IV de Toscane, ami intime de son cousin l'empereur François-Joseph Ier d'Autriche.
Il avait rencontré en 1886 l'archiduchesse Marie-Valérie, fille de l'empereur d'Autriche et roi de Hongrie François-Joseph Ier et de l'impératrice Élisabeth de Wittelsbach, dite « Sissi ».
François-Salvator n'est guère un brillant parti pour la fille de l'empereur, mais fort de l'appui de sa mère, la jeune archiduchesse fait triompher ses vues et l'empereur accorde la main de sa fille à ce cousin, cadet d'une branche cadette en exil.
Cependant, les différentes épreuves qui touchèrent la famille impériale - destitution et mort tragique du roi Louis II de Bavière (1886), décès du grand-père maternel de Marie-Valérie
(1888) et surtout mort mystérieuse et entachée de scandale du frère de Marie-Valérie, l'archiduc héritier Rodolphe en janvier 1889 - retardèrent d'autant la célébration des noces.

### Mariages et descendance
Ce n'est que le 31 juillet 1890, que François-Salvator, âgé de 24 ans, peut épouser à Ischl sa cousine l'archiduchesse Marie-Valérie de deux ans sa cadette.
De cette union naissent dix enfants qui donneront quarante-et-un petits enfants, :
- Élisabeth-Françoise de Habsbourg-Toscane (1892-1930), en 1912 elle épouse le comte Georges de Walburg-Zeil (1878-1955), dont quatre enfants ;
- François Charles Salvator de Habsbourg-Toscane (1893-1918), célibataire ;
- Hubert-Salvator de Habsbourg-Toscane (1894-1971), épouse en 1926 la princesse Rosemary de Salm-Salm (1904-2001), dont treize enfants ;
- Hedwige de Habsbourg-Toscane (1896-1970), en 1918 elle épouse le comte Bernard de Stolberg-Stolberg (1881-1952), dont neuf enfants ;
- Théodore Salvator de Habsbourg-Toscane (1899-1978), en 1926 il épouse la comtesse Marie-Thérèse de Waldburg-Zeil (1901-1967), dont quatre enfants ;
- Gertrude de Habsbourg-Toscane (1900-1962), en 1931 elle épouse le comte Georges de Waldburg-Zeil (1878-1955), dont deux enfants ;
- Marie de Habsbourg-Toscane (1901-1936), célibataire ;
- Clément-Salvator de Habsbourg-Toscane (1904-1974), en 1930 il épouse Élisabeth Rességuier de Miremont (1906-2000), dont neuf enfants ;
- Mathilde de Habsbourg-Toscane (1906-1991), en 1947 elle épouse Ernest Hefel (1888-1974), sans postérité ;
- Agnes de Habsbourg-Toscane (née et morte à Bad Ischl le 26 juin 1911).

Amant de la danseuse Stéphanie Richter, il en eut un fils en 1914. Pour étouffer le scandale, la mère est mariée en hâte au prince allemand Frédéric-François de Hohenlohe-Waldenburg-Schillingsfürst qui accepte d'endosser cette paternité adultérine et prénomme l'enfant François-Joseph.
Le 21 avril 1934, François-Salvator de Habsbourg-Toscane, veuf depuis 1924, se remarie à Vienne avec la baronne Melanie von Risenfels (château de Seisenegg 20 septembre 1898 - Amstetten 10 novembre 1984), fille de Philipp Freiherr von Risenfels et d'Agathe baronne Redl von Rottenhaussen und Rasztina. Ce mariage est resté sans postérité.

### Mort et héritage
François-Salvator de Habsbourg-Toscane meurt à Vienne, le 20 avril 1939, à l'âge de 72 ans. Il est inhumé à Sindelburg.

## Honneurs
François-Salvator de Habsbourg-Toscane est :
- 1071e Chevalier de l'ordre de la Toison d'or d'Autriche (1884) ;
- Grand-croix de l'ordre de Saint-Étienne (Autriche-Hongrie) ;
- Chevalier de l'ordre de Saint-Hubert (Bavière) ;
- Bailli Grand-croix d'honneur et de dévotion de l'ordre souverain de Malte ;
- Chevalier de l'ordre de l'Aigle noir (Prusse) ;
- Grand-croix honoraire de l'ordre royal de Victoria (Royaume-Uni) ;
- Chevalier de l'ordre de la Couronne de Rue (Saxe) ;

### Biographie
- Michel Dugast Rouillé, L'Empereur Charles Ier de Habsbourg, éditions Racine ;
- « Franz Salvator, Erzhg. von Österr. », in Österreichisches Biographisches Lexikon 1815–1950 (ÖBL). Band 1. Verlag der Österreichischen Akademie der Wissenschaften, Wien 1957, S. 353.
- Nicolas Énache, La descendance de Marie-Thérèse de Habsburg, Paris, Éditions L'intermédiaire des chercheurs et curieux, 1999, 795 p. (ISBN 978-2-908003-04-8). .
- Jacques Parisot et Nelly Parisot, La descendance de François-Joseph Ier empereur d'Autriche, Besançon, Éditions Christian, 1984, 141 p. (ISBN 978-2-86496-014-0).